# Kávéházban (Degas-kép)
A Kávéházban (Dans un café), más néven Az abszint (L'Absinthe) Edgar Degas festménye, amely a Musée d’Orsay gyűjteményének része.

## Keletkezése
Impresszionista barátaitól eltérően Edgar Degas alapvetően városi festő volt, aki szeretett zárt terekben (varietékben, színházakban, kávéházakban) dolgozni. Képének két szereplője ugyanannál az asztalnál, de saját csöndjébe zárva ül. Tekintetük üres és szomorú, a festményt belengi az elhagyatottság, üresség érzete. A nő előtt, zavarosságáról, zöldes színéről jól felismerhetően, abszint. Az ártalmas ital forgalmazását később betiltották, a kép tekinthető így egyfajta vádiratnak is. A kompozíció szerkezetét, a nagy üres területet, a férfi pipája és kezének elvágását a japán nyomatok inspirálták. A kávézó beazonosítható: a La Nouvelle Athènes, amely a Place Pigalle-on működött, és a kor művészeinek kedvelt találkozóhelye volt.
A festmény mindazonáltal nem a helyszínen, hanem Edgar Degas műtermében készült, a két szereplő pedig a festő ismerőse volt: Ellen André színésznő és Marcellin Desboutin képzőművész. A festmény rossz hírt vetett mindkettőjükre, ezért Degas kénytelen volt nyilvánosan kijelenteni, hogy egyikőjük sem alkoholista.